# Coleophora tricolor
Coleophora tricolor é uma espécie de mariposa do gênero Coleophora pertencente à família Coleophoridae.